# Зільц (Рейнланд-Пфальц)
Зільц (нім. Silz) — громада в Німеччині, розташована в землі Рейнланд-Пфальц. Входить до складу району Південний Вайнштрассе. Складова частина об'єднання громад Аннвайлер-ам-Тріфельс.
Площа — 8,51 км2. Населення становить 737 ос. (станом на 31 грудня 2020).

## Галерея

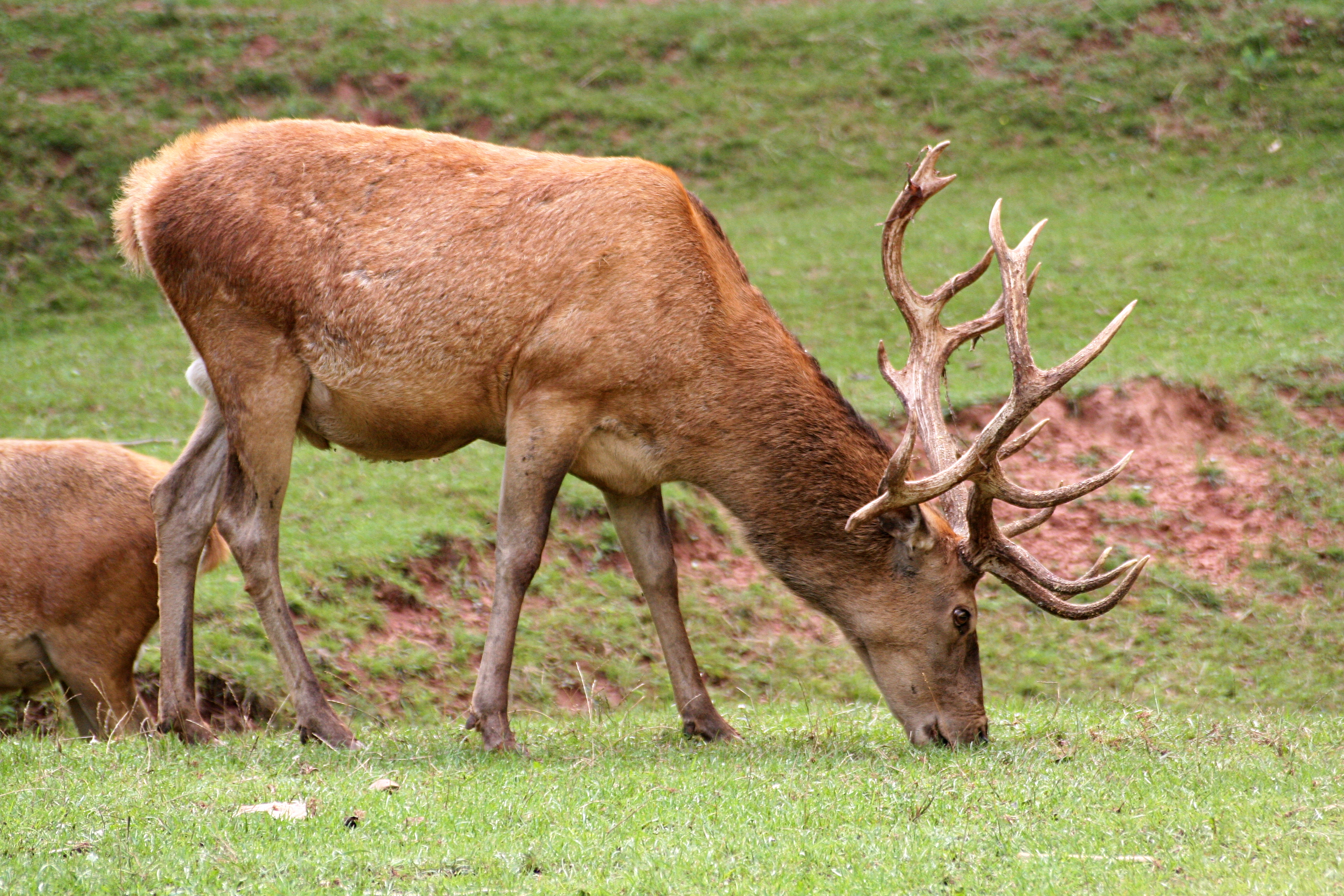